# Surfen (Typhoon)
Surfen is een nummer van de Nederlandse rapper Typhoon. Het is de derde single van zijn tweede studioalbum Lobi da Basi.
Het woord surfen wordt in dit nummer anders geïnterpreteerd; er wordt namelijk een seksuele draai aan gegeven. Ook heeft Typhoon het over het ontbreken van seks in een doodlopende liefdesrelatie. De bijbehorende videoclip werd opgenomen in Zwolle, de thuisstad van Typhoon. "Surfen" wist in zowel Nederland als Vlaanderen geen hitlijsten te bereiken.